# Férfi kajak egyes 200 méter a 2020. évi nyári olimpiai játékokon
A 2020. évi nyári olimpiai játékokon a kajak-kenu férfi kajak egyes 200 méteres versenyszámát 2021. augusztus 4-én és 5-én rendezték. Az aranyérmet Tótka Sándor nyerte, aki ezzel ebben a számban az első magyar érmet szerezte.

## Naptár
Az időpontok helyi idő szerint, zárójelben magyar idő szerint értendők.
| Dátum              | Időpont      | Forduló                 |
| ------------------ | ------------ | ----------------------- |
| 2021. augusztus 4. | 09:30 (2:30) | Előfutamok Negyeddöntők |
| 2021. augusztus 5. | 09:30 (2:30) | Elődöntők Döntők        |

## Eredmények

### Előfutamok
Az első két helyezett az elődöntőbe (SF) jutott, a többi versenyző a negyeddöntőbe (QF) került.

#### 1. futam
| Helyezés | Pálya | Név                | Nemzet                                 | Idő    | Mj |
| -------- | ----- | ------------------ | -------------------------------------- | ------ | -- |
| 1.       | 5     | Petter Menning     | Svédország                             | 34,698 | SF |
| 2.       | 4     | Saúl Craviotto     | Spanyolország                          | 35,002 | SF |
| 3.       | 3     | Jevgenyij Lukancov | Az Orosz Olimpiai Bizottság versenyzői | 35,157 | QF |
| 4.       | 2     | Kohl Horton        | Cook-szigetek                          | 40,061 | QF |
| 5.       | 6     | Rudolf Williams    | Nyugat-Szamoa                          | 42,083 | QF |

#### 2. futam
| Helyezés | Pálya | Név              | Nemzet         | Idő    | Mj |
| -------- | ----- | ---------------- | -------------- | ------ | -- |
| 1.       | 3     | Csizmadia Kolos  | Magyarország   | 34,442 | SF |
| 2.       | 4     | Carlos Arévalo   | Spanyolország  | 34,452 | SF |
| 3.       | 5     | Liam Heath       | Nagy-Britannia | 34,582 | QF |
| 4.       | 6     | Nicholas Matveev | Kanada         | 36,190 | QF |
| 5.       | 2     | Momen Mahran     | Egyiptom       | 38,850 | QF |

#### 3. futam
| Helyezés | Pálya | Név               | Nemzet       | Idő    | Mj |
| -------- | ----- | ----------------- | ------------ | ------ | -- |
| 1.       | 4     | Tótka Sándor      | Magyarország | 35,070 | SF |
| 2.       | 5     | Roberts Akmens    | Lettország   | 35,448 | SF |
| 3.       | 3     | Cso Gvanghi       | Dél-Korea    | 35,738 | QF |
| 4.       | 2     | Mark de Jonge     | Kanada       | 36,110 | QF |
| 5.       | 6     | Macusita Momotaró | Japán        | 36,110 | QF |

#### 4. futam
| Helyezés | Pálya | Név                            | Nemzet                                 | Idő    | Mj |
| -------- | ----- | ------------------------------ | -------------------------------------- | ------ | -- |
| 1.       | 5     | Manfredi Rizza                 | Olaszország                            | 34,867 | SF |
| 2.       | 4     | Maxime Beaumont                | Franciaország                          | 35,259 | SF |
| 3.       | 2     | Oleg Guszev                    | Az Orosz Olimpiai Bizottság versenyzői | 35,928 | QF |
| 4.       | 3     | Jang Hsziao-hszü (Yang Xiaoxu) | Kína                                   | 36,561 | QF |
| 5.       | 6     | Bojan Zdelar                   | Szerbia                                | 37,092 | QF |

#### 5. futam
| Helyezés | Pálya | Név                  | Nemzet        | Idő    | Mj |
| -------- | ----- | -------------------- | ------------- | ------ | -- |
| 1.       | 4     | Strahinja Stefanović | Szerbia       | 34,996 | SF |
| 2.       | 3     | Rubén Rézola         | Argentína     | 35,059 | SF |
| 3.       | 5     | Mindaugas Maldonis   | Litvánia      | 35,650 | QF |
| 4.       | 2     | Tuva'a Clifton       | Nyugat-Szamoa | 38,363 | QF |
| 5.       | 6     | Amado Cruz           | Belize        | 39,645 | QF |

### Negyeddöntők
Az első két helyezett az elődöntőbe (SF) jutott.

#### 1. negyeddöntő
| Helyezés | Pálya | Név                            | Nemzet        | Idő    | Mj  |
| -------- | ----- | ------------------------------ | ------------- | ------ | --- |
| 1.       | 5     | Mindaugas Maldonis             | Litvánia      | 35,466 | SF  |
| 2.       | 2     | Macusita Momotaró              | Japán         | 35,540 | SF  |
| 3.       | 4     | Jang Hsziao-hszü (Yang Xiaoxu) | Kína          | 35,852 |     |
| 4.       | 6     | Momen Mahran                   | Egyiptom      | 37,836 |     |
| 5.       | 3     | Kohl Horton                    | Cook-szigetek | DNF    | DNF |

#### 2. negyeddöntő
| Helyezés | Pálya | Név                | Nemzet                                 | Idő    | Mj     |
| -------- | ----- | ------------------ | -------------------------------------- | ------ | ------ |
| 1.       | 5     | Liam Heath         | Nagy-Britannia                         | 33,985 | OB, SF |
| 2.       | 4     | Jevgenyij Lukancov | Az Orosz Olimpiai Bizottság versenyzői | 35,184 | SF     |
| 3.       | 3     | Mark de Jonge      | Kanada                                 | 35,462 |        |
| 4.       | 7     | Bojan Zdelar       | Szerbia                                | 36,531 |        |
| 5.       | 6     | Rudolf Williams    | Nyugat-Szamoa                          | 41,950 |        |

#### 3. negyeddöntő
| Helyezés | Pálya | Név              | Nemzet                                 | Idő    | Mj |
| -------- | ----- | ---------------- | -------------------------------------- | ------ | -- |
| 1.       | 5     | Cso Gvanghi      | Dél-Korea                              | 35,048 | SF |
| 2.       | 6     | Nicholas Matveev | Kanada                                 | 35,181 | SF |
| 3.       | 4     | Oleg Guszev      | Az Orosz Olimpiai Bizottság versenyzői | 35,581 |    |
| 4.       | 3     | Tuva'a Clifton   | Nyugat-Szamoa                          | 38,287 |    |
| 5.       | 7     | Amado Cruz       | Belize                                 | 39,333 |    |

### Elődöntők
Az első négy helyezett az A-döntőbe (FA), a többi versenyző a B-döntőbe (FB) került.

#### 1. elődöntő
| Helyezés | Pálya | Név                  | Nemzet         | Idő    | Mj |
| -------- | ----- | -------------------- | -------------- | ------ | -- |
| 1.       | 5     | Csizmadia Kolos      | Magyarország   | 35,099 | FA |
| 2.       | 7     | Liam Heath           | Nagy-Britannia | 35,108 | FA |
| 3.       | 4     | Petter Menning       | Svédország     | 35,149 | FA |
| 4.       | 2     | Roberts Akmens       | Lettország     | 35,688 | FA |
| 5.       | 3     | Strahinja Stefanović | Szerbia        | 35,855 | FB |
| 6.       | 6     | Maxime Beaumont      | Franciaország  | 36,072 | FB |
| 7.       | 8     | Nicholas Matveev     | Kanada         | 36,584 | FB |
| 8.       | 1     | Macusita Momotaró    | Japán          | 37,096 | FB |

#### 2. elődöntő
| Helyezés | Pálya | Név                | Nemzet                                 | Idő    | Mj |
| -------- | ----- | ------------------ | -------------------------------------- | ------ | -- |
| 1.       | 5     | Tótka Sándor       | Magyarország                           | 35,114 | FA |
| 2.       | 4     | Manfredi Rizza     | Olaszország                            | 35,171 | FA |
| 3.       | 6     | Carlos Arévalo     | Spanyolország                          | 35,207 | FA |
| 4.       | 3     | Saúl Craviotto     | Spanyolország                          | 35,934 | FA |
| 5.       | 8     | Jevgenyij Lukancov | Az Orosz Olimpiai Bizottság versenyzői | 36,036 | FB |
| 6.       | 1     | Cso Gvanghi        | Dél-Korea                              | 36,094 | FB |
| 7.       | 2     | Rubén Rézola       | Argentína                              | 36,552 | FB |
| 8.       | 7     | Mindaugas Maldonis | Litvánia                               | 36,637 | FB |

### Döntők

#### B-döntő
| Helyezés | Pálya | Név                  | Nemzet                                 | Idő    | Mj |
| -------- | ----- | -------------------- | -------------------------------------- | ------ | -- |
| 9.       | 3     | Maxime Beaumont      | Franciaország                          | 35,998 |    |
| 10.      | 8     | Mindaugas Maldonis   | Litvánia                               | 36,257 |    |
| 11.      | 5     | Strahinja Stefanović | Szerbia                                | 36,329 |    |
| 12.      | 4     | Jevgenyij Lukancov   | Az Orosz Olimpiai Bizottság versenyzői | 36,369 |    |
| 13.      | 6     | Cso Gvanghi          | Dél-Korea                              | 36,440 |    |
| 14.      | 7     | Nicholas Matveev     | Kanada                                 | 36,625 |    |
| 15.      | 2     | Rubén Rézola         | Argentína                              | 36,775 |    |
| 16.      | 1     | Macusita Momotaró    | Japán                                  | 37,250 |    |

#### A-döntő
| Helyezés | Pálya | Név             | Nemzet         | Idő    | Mj |
| -------- | ----- | --------------- | -------------- | ------ | -- |
| Arany    | 4     | Tótka Sándor    | Magyarország   | 35,035 |    |
| Ezüst    | 6     | Manfredi Rizza  | Olaszország    | 35,080 |    |
| Bronz    | 3     | Liam Heath      | Nagy-Britannia | 35,202 |    |
| 4.       | 5     | Csizmadia Kolos | Magyarország   | 35,317 |    |
| 5.       | 2     | Carlos Arévalo  | Spanyolország  | 35,391 |    |
| 6.       | 7     | Petter Menning  | Svédország     | 35,562 |    |
| 7.       | 8     | Saúl Craviotto  | Spanyolország  | 35,568 |    |
| 8.       | 1     | Roberts Akmens  | Lettország     | 36,014 |    |